# 尼崎事件
尼崎事件（あまがさきじけん）とは、2012年（平成24年）10月に兵庫県尼崎市で発覚した連続殺人・死体遺棄事件。1987年（昭和62年）ごろに発生した女性失踪事件を発端に、主に暴行や監禁などの虐待により死亡したとされる複数名の被害者が確認されている。報道では尼崎連続変死事件などとも呼ばれることが多い。

## 概要

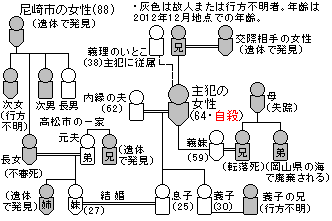
主犯の女性らと主な被害者家族らの相関図

この事件の主犯格とされる女性は、少なくとも25年以上もの間、兵庫県尼崎市南東部で、血縁関係にない者で疑似家族を築きながら多人数で共同生活を営んでいた。そして、1987年ごろの当時、女性（A）が失踪したことを発端に、複数の不審死や失踪事件が相次いで発生していたが、長年にわたり事件が表に出ることはなかった。
しかし、2011年（平成23年）11月に監禁されていた40代女性（Fの長女）が監禁状態から抜け出し警察に駆け込んだことで、Fの長女に対する傷害容疑で逮捕され、次いで、その女性の母親（F）の死亡事件が発覚した。さらに、この事件を端緒に捜査は進められ、2012年10月に別件（Cの母年金窃盗事件）で逮捕されていた従犯者が全面自供したことで、ようやく一連の事件が明るみに出ることになった。この直後の2012年12月、Xは、事件について多くを語らないまま、兵庫県警本部の留置場で自殺した。
従犯者の供述をもとに、事件の捜査を続けてきた兵庫・香川・沖縄の各県警による合同捜査本部は、2014年3月に解散し、捜査は事実上終結した。確認された8名の死亡者のうち6名について、殺人や傷害致死の容疑などで、Xやその親族など11名が起訴され留置場で自殺したXを除き10名に裁判が開かれた。また、現在もXの周辺で3名の行方が判明しておらず、1名はXによって死亡したとされるが遺体が発見されておらず、他2名についてはXから逃れているために行方不明となっており公開手配されている。
数ある大量殺人事件の中でも逮捕、書類送検者の数が17名と多く、その中には被害者の子や姉妹といった親族や一連の事件が原因で殺害したものも含まれていることが、この事件の大きな特徴の一つである。また、些細な弱みにつけこんで恫喝・脅迫して家族全体を支配する、いわば「家族乗っ取り」を複数回起こしていたことも明らかになった。そこでは、多くの人々が親族間での暴力を強要されたり、飲食や睡眠を制限されるなどの虐待があり、さらには、財産を奪われたり、家庭崩壊に追い込まれるといった被害を受けていたことも明らかになった。逮捕、書類送検者には、そういった事情により、Xに取り込まれ、疑似家族の仲間となったり、否応なく事件に関与せざるをえなくなった人物も多く含まれている。また、親族と養子縁組をさせられたり、強制的に結婚させられたりするなど親戚になった者が多数いる。

## 事件関係者
（逮捕・書類送検者あるいは死亡・行方不明者のみ）

### 主犯格X【逮捕・留置場で自殺】
1948年生まれ。
一連の事件発覚後の2012年12月12日に兵庫県警本部の留置所で自殺した。
疑似家族の中で絶対的な権力を持ち、同居人には忠誠を誓わせ、逆らう者には制裁を加える一方で、観光旅行や外食に連れて行くなどもしていた。逃げ出すものもいたが、執拗に探し出しては連れ戻された。
1件の傷害致死罪などで起訴されていたが、死亡により公訴棄却になった。死亡後にA長男・A次男・D長女に対する殺人、傷害致死などで書類送検されている。

### X一家
Xが複数の「家族乗っ取り」をする過程で親族と養子縁組を繰り返して形成された「家族」で、この中にXと血縁を持つものはいない
Xの義理の妹H（Aの長男の戸籍上の妻）【逮捕】
1953年生まれ。
母親がXの母を頼って間借りしていたため、Xとは幼少のころから付き合いがあり、数十年間共同生活をしていた。1998年にXの母と養子縁組を結び、Xの義理の妹になっている。H本人の証言によると、XはHの両親を怒鳴りつけるなどしてHを家族から引き離してXとHは共同生活を送るようになり、同居開始後のHはXによってスナックやソープランドなどで働かされたり、売春を強要されたりするなどし、しかも給与のほとんどをXに奪われるなどしていた。また、生活で抱えた借金や疑似家族の重圧から、自殺未遂を図ったこともあったという。2001年にXの指示で、Aの長男と結婚している。Xの金庫番のような役割を担っており、一連の事件発覚に繋がる3遺体の遺棄場所を最初に自供したのは、この人物であると言われている。集団生活の日記をつけており、暴行・虐待については書かれていないが、死亡時期と符合するように被害者の名前が出てこなくなっているという。Xの次男の生みの親と言われている。
C・C母の年金を窃盗したとして、懲役2年の実刑判決を受けている。
A長男・A次男・D長女に対する殺人罪などで起訴され、懲役21年の判決を受けている。

Xの内縁の夫I【逮捕】
1950年生まれ。
Xとは、20代のころからの付き合いで、長く内縁関係が続いたが、虐待されることもあったといい、従属的な関係であったと思われる。
A長男・A次男・D長女に対する殺人罪などで起訴され、うち2件については殺人罪、1件については傷害致死罪と認定され、懲役21年の判決が確定している。

同居女性G【死亡】
1941年生まれ。
Xの兄と交際したことがきっかけで、Xと知り合うことになったという。家政婦的な存在として共同生活をしていた。2000年に自宅マンションを購入する際の連帯債務者になっている。
2008年11月ごろに死亡したとされ、その死亡に関して、7名が監禁罪で起訴されている。

Xの戸籍上の息子J（Nの夫）【逮捕】
1986年生まれ。
戸籍上は実子だが、産みの親はHである。2007年にNと結婚しており、子供が2人いる。J本人の証言によると、幼少期から暴力を振るわれたり性的虐待を受けたりすることもあったという。逮捕後の裁判でJの精神鑑定を担当した臨床心理士は、虐待でPTSD並びに解離性障害になった」などと診断している。
A長男・D長女に対する殺人罪などで起訴され、懲役17年の一審判決が確定している。

Bの四男の三男M（Xの義理の長男）【逮捕】
1982年生まれ。
B家乗っ取りの最中の1999年にXの養子になっており、2005年には改名もしている。比較的に大事にされていたと思われる。
A長男・A次男・D長女に対する殺人罪などで起訴され、うち2件については殺人罪、1件については傷害致死罪と認定され、懲役21年の判決が確定している。
Xの義理のいとこ男性K（Cの元妻の連れ子）【逮捕】
1974年生まれ。。
幼少期に母親がCと再婚し、後に激しく暴力を振るうことになるC家やD家の人達とも親交があった 。Cの借金をきっかけに2002年ごろからXのもとで生活をするようになる。130Kgを超える巨漢で背中に入れ墨があり、Xの指示で、周囲に激しく暴力を振るうなどで恐れられた。2004年にXの伯父と養子縁組を結び、義理のいとこ関係になっている
F死亡・死体遺棄事件では、F家母に対する死体遺棄罪などで、2012年9月に懲役2年6月の刑を受けており、一連の事件発覚時は服役中だった。
A長男・A次男・D長女に対する殺人罪とDに対する傷害致死罪などで起訴され、無期懲役判決が確定している。

D家次女N（Xの次男Jの妻）【逮捕】
1985年生まれ。
XがD家に関わる以前は名門進学校に通っており、明るく優しい性格だったが、C・D家乗っ取り事件により、洗脳されたかのようにXに心酔し、Xらと共同生活をするようになる。Xから初期のころは虐待行為を受けることもあったという。常にXと行動を共にし、Xの片腕で存在ぶりを周囲に見せていた。2007年にXの戸籍上の次男と結婚し、子供も2人いる。Jとの結婚は強要されたものではなく、相思相愛の関係であったという。
Cの母への年金を窃盗事件して、一審で懲役2年の実刑判決を受けている。
A長男・A次男・D長女に対する殺人罪などで起訴され、懲役23年の実刑判決を受けている。
Xの同居人男性L（D家長女の夫）【逮捕】
1969年生まれ。
沖縄県出身で、東京に出て働いていた。2006年ごろに友人のA家次男に誘われて、Xと共同生活をするようになるが、しばしば、Xらから暴力を振るわれるなどの虐待行為を受けていたらしい。2007年に、D家長女と結婚している。日常的にXの運転手役を務めていたという。
A次男・D長女に対する殺人罪などで起訴され、懲役15年の一審判決が確定している。

### Aの親族
Aと子供3人がX宅を間借りして生活していたことがある。1980年代中ごろまでに、再び家族4人で共同生活を始める。
A【行方不明】
1927年 - 1928年生まれ。
1987年ごろに殺害され、尼崎の海に遺体を遺棄されたとの証言がある。当時は子供3人（A家長男、A家次男、A家長女）とともに共同生活をしていたと思われる。2014年2月に逮捕者の供述に基づいて、遺体が遺棄されたとされる現場が捜索されたが、発見には至らなかった。
2006年に失踪宣告を受け、1994年に66歳で戸籍上は死亡扱いになっている。
Aの長男（Xの義理の妹Hの夫）【死亡】
1953年生まれ。
10代のころに知り合い、成人後、家族同然の付き合いをさせられ、1982年ごろ姉に連れられて熊本に逃げたが連れ戻され、以降は姉やAの次男と共に同居させられた。同居後は姉や母が虐待されるのを見ていたが止める事は出来なかった。その後尼崎市内の会社で20年以上勤め、働いて得た金を全額Xらに渡しており、一家内唯一の定職者だった。2000年にXが購入したマンションの名義上の所有者になっている。2001年にHと結婚したが、結婚は形式的なものであったとされる。
2005年に沖縄県で転落死し、当時は事故として処理されたが、事件発覚後の捜査で、保険金目的で自殺を強要された疑いのあることが判明している。その死亡に関して、6名が殺人と詐欺罪で起訴されている。
Aの次男【死亡】
1958年生まれ。
兄（Aの長男）と同じくXらと共同生活をしていたが、1997年に兄と熊本へ、2004年に単独で東京へ、2007年にCの弟と東京へ、逃亡しているが、その度に発見されて連れ戻されている。
2011年7月ごろに死亡したとされ、その死亡に関して、7名が死体遺棄罪で起訴、そのうち6名が殺人と逮捕監禁罪で起訴されている。

### B家
1998年3月ごろ、Bの伯母の葬儀をめぐってXは難癖をつけ、親族を巻き込んで金銭を要求した
B【死亡】
1925年 - 1926年生まれ。
B家乗っ取り事件のさなかの1999年に病死しているが、死亡前には親族らによる暴行や飲食制限などの虐待を受けていたとの話もある。2000年にB家親族らとの窃盗事件が発覚した際に、この死亡に関しても捜査が行われたが、死亡診断書に外傷などの特異事項の記載がなかったため立件されなかった。
Bの長男の長男【死亡】
1974年 - 1975年生まれ。
B家乗っ取り事件のさなかの1999年12月20日に、当時軟禁されていた団地から飛び降りて死亡した。「親族会議」の最中に、突然走り出し、飛び降りたとの証言もある。2000年にB家親族らとXによる窃盗事件が発覚した際に、この死亡に関しても捜査が行われたが、不審な点は見当たらなかったとして、事件化されることはなかった。
Bの四男の長男【行方不明】
1975年 - 1976年生まれ。
2000年3月ごろから行方不明になっているが、何らかの事件に巻き込まれたといった話は出ておらず、自発的な失踪であると思われる。2014年2月に公開手配されている。

### C家・D家
Cが多額の借金を抱えていたことから、中学時代の知り合いであったIの内縁の妻であるXと関わることになる。また、Cの元妻の連れ子Kの面倒をCの妹Dが見れなかったとしてD宅にも押し入って虐待を加え金銭を要求した。
Cの母【死亡】
1924年生まれ。
2003年ごろからXに命じられたKらに暴行・虐待を受け、同年3月に死亡したとされ、その死亡に関して、死亡者を含めて9名が傷害致死容疑で書類送検されたが、既に傷害致死罪の公訴時効が成立しており、いずれも不起訴処分になっている。
C【書類送検】
1942年 - 1943年生まれ。
義理のいとこKの元父親（ただし、Kは元妻の連れ子で血縁関係はない）。2001年ごろに知り合い、共同生活をすることになるが、当時務めていた学校用務員の仕事を退職させられ、その退職金の多くを奪われている 。その後2007年にXのもとから逃亡していたが、逮捕後の2012年8月に警察により発見される。
C家母（当人の母親）の傷害致死容疑で書類送検されたが、公訴時効成立につき不起訴処分になっている。
Cの弟【死亡・書類送検】
1948年 - 1949年生まれ。
2002年ごろに共同生活を始めたとされるが、2007年に同居人のA家次男とともに東京へ逃亡している。その後、2010年2月に潜伏先でガンにより病死しているが、事件性はないとされる。
1件の殺人と、2件の傷害致死容疑などで書類送検された。
Cの妹（Cの母の次女）【行方不明・書類送検】
1952年 - 1953年生まれ。
2002年末ごろに後述のC・D家乗っ取り事件に巻き込まれたと思われる。2003年10月ごろから行方不明になっているが、何らかの事件に巻き込まれたといった話は出ておらず、自発的な失踪であると思われる。2014年2月に公開手配されている。
Cの母（当人の母親）の傷害致死容疑で書類送検されたが、公訴時効成立につき不起訴処分になっている。
C家孫【書類送検】
1980年 - 1981年生まれ。
Cの母（当人の祖母）の傷害致死容疑で書類送検されたが、公訴時効成立につき不起訴処分になっている。
D（Cの母の長女）【死亡・書類送検】
1949年生まれ。
香川県高松市のD家に嫁いでいたが、C・D家乗っ取り事件で、強要されて夫と離婚させられてしまう。2003年8月に元夫の助けを借りて単独で逃亡し、4年ほど和歌山県のホテルで住み込み仲居の仕事をしていたが、2007年末に居場所を発見され、尼崎に連れ戻された。
2008年3月に意識不明の状態で病院に運ばれ、意識が戻ることなく、2009年6月に肺炎で病死している。その死亡に関して、1名が傷害致死罪で起訴されている。
当人もC家母（当人の母親）の傷害致死容疑で書類送検された。
Dの長女（主犯女Xの同居人男性Lの妻）【死亡・書類送検】
1982年生まれ。
Xが関わる前はIT企業でウェブデザイナーとして働いていた。しかし、C・D家乗っ取り事件により、Xらと共同生活をするようになるが、虐待を受けることも多かったという。2度逃亡しており、1度目の逃亡では、2004年3月ごろから2006年12月ごろまでの約3年間、居酒屋でアルバイトをしつつ大阪府枚方市内のアパートで1人暮らしをしていた 。2007年に同居人男性Lと結婚している 。
2008年12月に死亡したとされ、その死亡に関して、7名が殺人と監禁罪で起訴されている。
当人も3件の傷害致死容疑などで書類送検された。
D夫の兄【死亡】
1944年生まれ。
C・D家乗っ取り事件で、虐待を受けていた弟（D夫）一家を助けようとしていたが、弟の家で軟禁状態にされ、勤務していた工場を退職したり、突然妻に「離婚する」とつきつけてきたりといった異変がみられるようになった。2003年10月に、尼崎に引き返す際もDの長女・次女とともに同行し、尼崎で共同生活をしていたと思われる。
その後、2004年1月に自宅マンションで死亡したとされる。その死亡に関して、8名が傷害致死容疑で書類送検されたが、嫌疑不十分や、被疑者死亡でいずれも不起訴処分になっている。

### E家・F家
2009年当時、阪神電気鉄道（以下「阪神電鉄」）に勤めていたEが、Xのクレーム対応をしたことがきっかけで、XがE一家やEの妻の母親Fの家庭事情に口を挟むようになる。
E【逮捕】
1969年 - 1970年生まれ。
2009年時点で阪神電鉄に勤めていたが、2009年春にクレームに対応して以降、Xにより、E・F家乗っ取り事件に発展する。2010年4月ごろに家族をXを紹介、同時期に阪神電鉄を退職、転居、離婚を強要されるなど家庭は崩壊し、最後は元妻と次女の3人で無理心中をさせられる寸前にまで追い込まれた。
F（元妻の実母）に対する傷害致死罪などで起訴されており、大阪高裁で受けた懲役3年執行猶予5年の刑が確定している。
Eの妻（Fの次女）【逮捕】
1970年生まれ。
Fの次女で、E家に嫁いでいた。後述のE・F家乗っ取り事件で、離婚、転居を強要されるなど、家庭に介入され、最後は元夫と次女の3人で無理心中をさせられる寸前にまで追い込まれた。2011年11月に警察に保護された時の体重は、虐待により35キロほどになっていたという。
F（当人の実母）に対する傷害致死罪などで起訴され、懲役2年執行猶予3年の判決が確定している。
F【死亡】
1944年 - 1945年生まれ。
後述のE・F家乗っ取り事件で、2011年9月11日に死亡する。食事制限などの虐待により、体重は22キロほどになっていたという。その死亡に関して、3名が傷害致死罪などで起訴されている。
F家長女【逮捕】
1968年生まれ。
後述のE・F家乗っ取り事件で、Fの死亡後は、集中的に暴力を受けるようになっていたが、監禁状態から隙をみて脱走し、警察に駆け込んだことが、一連の事件が発覚する端緒となった。
F（当人の実母）に対する傷害致死罪などで起訴されており、一審、二審で懲役3年執行猶予4年の判決が確定。

## 事件の経過

### A一家、Xらと同居
Aの長男は10代のころにXと知り合い、成人後、家族同然の付き合いをさせられていた。1982年ごろ、A長男は姉に連れられて熊本に逃げたが連れ戻され、以降は姉やAの次男、Aと共にXと同居させられた。A長男は同居後は姉や母が虐待されるのを見ていたが止める事は出来なかった。

#### A失踪事件（1987年ごろ）
Aは2006年にH（Aの長男の戸籍上の妻）による失踪宣告申し立てにより1994年5月に66歳で戸籍上死亡扱いとされているが、逮捕者らの供述によると、Aは1987年ごろにXの自宅などで家族らから暴行を受けて死亡し、尼崎市の海に遺体を遺棄されたという。
2014年2月にこれらの供述に基づいて、遺体が遺棄されたとされる現場を捜索したが、発見には至らず、捜索は打ち切られた。なお、この事件では殺人罪の公訴時効が成立していると思われる。
- 1997年、A長男とA次男は熊本に逃走するがXらに連れ戻される[50]。

- 同年、A長女も逃亡する。以後、X宅に戻ることはなかった[51]。

### B家乗っ取り事件（1998年3月～2000年1月）
1998年3月、X伯母にあたる人物の葬儀がBらにより行われた。その葬儀に関して参列していたXが「段取りが悪い」などとBらに難癖をつけてきた。XはBだけでなく、滋賀県や京都府に住んでいたBの息子夫婦・Bの兄らを頻繁に尼崎市内のBの家などに集め、問題解決のための会議をさせた。Xは暴力団の存在をほのめかしつつ、威圧的に会議を取り仕切る一方で、けがをした人物の世話をしたり、借金を抱えていた人物の相談に乗るなど、B家親族への影響力を強めていった。
さらに、親族らに互いの不満を言い合わせるようになり、やがて親族同士で暴力や虐待を行わせるようになる。最初に矛先となったのはBで、叩かれたり、長時間立たされたり、飲食の制限をされるなどの虐待を受けていた。暴力や虐待を加えていたのは主に息子達で、Xは指示するのみで直接手を出すことはなかったという。
Bの孫らもXに呼び出され、しばらくするとXと親しくするようになり、親には反抗的な態度をとるようになった。Bの息子夫婦らは自身の子供を人質にとられた状態になり、一層Xとは隷属的な関係に陥ってしまったとされる。
こうして支配を強めていったXは様々なことを口実にして息子らに退職を強要したり、家を売らせた。ある親族の借金の肩代わりと称して、葬儀トラブルとは無関係の高知市の親類がXらに押しかけられてやむなく千数百万円を渡したという話もある 。
やがてB家親族らは兵庫県西宮市に団地を借り、そこで集団生活をさせられるようになる。また、そのころXはBの息子夫婦を次々に離婚させ、さらには孫のうち2名を養子にしている。集団生活から脱走する者も続出したが、その多くは他の親族らに居場所を発見され、連れ戻されていたという。

#### B死亡
このB家乗っ取り事件のさなか、親族らからの暴行や飲食制限などの虐待を受けていたBが1999年3月に病死している。
2000年にB家親族らとXによる窃盗事件が発覚した際にこの死亡に関しても捜査が行われたが、死亡診断書に外傷などの特異事項の記載がなかったため立件されなかった。

#### Bの長男の転落死
1999年12月20日には、Bの長男の長男が当時軟禁されていた兵庫県西宮市の団地から転落死した。「親族会議」の最中に突然走り出し、飛び降りたとの証言もある。
2000年にB家親族らとXによる窃盗事件が発覚した際にこの死亡に関しても捜査が行われたが、不審な点は見当たらなかったとして事件化されることはなかった。

#### 窃盗事件でXら逮捕
こういった異常な状況に対し、虐待の事実を知った近隣住民が警察に通報することもあったが、被害者がXによる身内への報復を恐れて被害を訴えようとしなかった。また、被害者の中には警察に何度か相談する者もいたが、親族間の揉め事と処理されるなどして一度も事件化されることはなかった。
Bの甥（Bの兄の息子にあたる人物）は、警察にXらの捜査させるために刑事事件を起こすことを考え、Xに窃盗をすることを持ちかける。Xはその話に乗り、B家親族らに窃盗をさせるようになった。そして2000年1月、Bの甥は警察に窃盗行為を告白し、XとB家親族らは窃盗容疑で逮捕され、窃盗の罪で起訴されたXは懲役3年執行猶予5年の有罪判決を受けた。この逮捕により、B家親族らは、Xから解放されることとなった。ところが、養子縁組をしていたBの孫2名のうち、1名は縁組を解消したが、もう1名Bの四男の三男であるMはそれ以降もXとの養子関係を解消せずに、一連の事件終結まで共同生活を続け、殺人罪などで起訴されている。

### C・D家乗っ取り事件（2002年ごろ～2003年10月）
多額の借金を抱えていたCは中学時代の知り合いだったIと再会し、Iの内縁の妻であるXと知り合った。2002年ごろ、CはCの弟とK（Cの元妻の連れ子）と共にXのマンションでXらと共同生活をはじめた。2002年11月にはCはXにより学校用務員の仕事を辞めさせられ、退職金の多くをXに奪われた。
2003年2月、XはKの面倒を誰が見るかを親族会議をして、その結果香川県高松市に嫁いでいたCの妹Dが面倒を見ることになり、2003年2月4日D夫妻がKを連れ帰った。一方でXはKに無理難題を言ってD夫妻を困らせるよう指示を出し、KがD宅で暴れたためDはXにKを引き取るよう泣きついた。
XはKを預かることができなかったことに対して怒り、自分の身内やDの親族（Cの母やC・Cの弟・Cの妹など）ら10人ほど連れて高松市のD宅に押しかけた。Dの家に居座ったXは、Kの面倒を見ることができない代償やCの借金問題を口実に、金を工面するよう求め、D家の親族も集めて会議をさせた。会議においてXは主にD夫妻やC母、C妹に責任を求め、この時Cはすでに金を持っていなかったため詰め寄られず、Cの弟もXらの言いなりになっていたためXらに責められることはなく、C母・D・C妹はKだけでなく親族であるCやC弟にも殴られた。その対象は最初はCの母が主に受け、その後Dに変わっていったという。当時78歳だったC母は長時間の正座の強要、食事制限、寒い中1人だけ廊下に出されるなどの虐待を受けたという。また、当時20歳のDの長女と17歳のDの次女Nも両親への暴力を強要され、やがて、NはXに心酔するようになり、通っていた名門高校を中退した。
D家は、親戚からかき集めるなどして、約2000万円をXに渡した。さらに、話し合いの末にD夫妻は離婚することになり、D夫が親戚から借り集めたDへの「慰謝料」はそのままXの手に渡った。「慰謝料」を受け取ったXらは40日程居座った高松市のD宅を後にし、尼崎に引きあげた。Dは娘2人を連れて尼崎市に転居したが、直後にはXのもとで生活をしていたようであるという。

#### Cの母死亡・死体遺棄事件
Xらが高松から尼崎に戻ってきた2003年3月6日、自宅マンションで飲食制限などの虐待や暴行を受けていたCの母が急死した。遺体は高松市のD家の家屋に隣接する倉庫の床下地中に遺棄され、2012年12月に逮捕者の供述に基づき、発見された。
この事件では、X、K、C（被害者の長男）、Cの弟（被害者の次男）、Cの妹（被害者の次女）、Cの甥（被害者の孫）、D（被害者の長女）、Dの長女（被害者の孫）、Dの次女N（被害者の孫）が共謀してCの母を死亡に至らせたとして、傷害致死容疑で書類送検されたが、傷害致死罪での公訴時効が成立しており、いずれも不起訴処分になっている。

#### 再び高松へ
それから一月ほど経った2003年5月、高松市で一人で暮らすD夫のところへ、Xが「Dがだらしないから迎えにこい」と電話をかけてきた。D夫が尼崎に出向いてDを高松に連れて帰ると、その直後にXがD家長女と次女Nを伴いやってきた。D長女とNは尼崎でXに挨拶をしていなかったとD元夫妻を責め、暴行を加えた。さらに、Xは身内やK、そしてC家の親族を高松に呼び寄せ、D家に再び居座り始めた。
D元夫妻は再び金銭を要求され、暴力、虐待を受けた。暴力を振るっていたのは、主に娘やKだったという。D夫の兄が心配してD宅に現れたが、軟禁状態にされ、しばらくすると、弟であるD夫に暴力を振るうようになっていった。
こうした状況に対して、被害者やその親族・近隣住民らからの警察への通報・相談は合計36回あったが、主に暴力を振るっていたのが娘ら身内であることから被害届を出すのに消極的だったり、また、金銭問題などは親族間の問題としていずれも事件化されることはなかった。
2003年8月、D夫は監視の隙をついて、DとD長女を逃がしたが、D長女は途中で発見され、連れ戻されてしまった。以降、さらにD夫への暴力は酷くなり、身の危険を感じたD夫は一旦、家を離れることを決意し、9月に家を出て、親類宅などに避難した。D夫は標的を失ったXらが娘らを解放して尼崎に戻るのではないかと考えていたが、しばらくしてから戻ってみると家はもぬけの殻になっていた。Xは10月ごろ、Dの長女、Dの次女N、D夫の兄を連れて尼崎に引き上げていた。
- 2003年10月ごろ、Cの妹失踪。その後Xの家には戻っていない[40]。何らかの事件に巻き込まれたといった話は出ておらず、自発的な失踪であると思われる。2014年2月に公開手配されている。

#### D夫の兄死亡
D夫の兄は尼崎の自宅マンションでXらと同居するようになってしばらく経った2004年1月、食事制限などの虐待や暴行を受けた末に死亡したとされる。遺体はC家母の家の床下地中に遺棄され、2012年10月に逮捕者の供述に基づき、遺体が発見された。
この事件では、X、H、I、M、J、Cの弟、D家長女（被害者の姪）、N（被害者の姪）が共謀してD夫の兄を死亡に至らせたとして傷害致死容疑で書類送検されたが、司法解剖で死因が特定できず、虐待行為の詳細が解明できなかったことから嫌疑不十分で、あるいは被疑者死亡により、いずれも不起訴処分になっている。
- 2004年3月ごろ、D長女はXのマンションから逃走。飲食店でアルバイトをしつつ大阪府枚方市内のアパートで1人暮らしをはじめた[41]。

- 2004年8月、各地を転々としたD夫は家族の情報を少しでも得るために尼崎に戻り、以降事件終結まで尼崎で潜伏生活を送る[85]。

- 2004年、A次男はX宅から抜け出し東京で生活する[50]。

#### A家長男殺人・保険金詐欺事件（起訴案件）
2005年3月、Xらは総額4950万円を超える多額の借金などによる困窮を打開するため、A家長男を事故死に見せかけて殺害することで生命保険金を得ようと計画した。XはA家長男に自転車に乗って対向車線に飛び出すことで事故死に見せかけて死ぬことを命じ、Kが現場に同行したが、A家長男はこれを実行に移すことができなかった。Xはこの制裁として、3日間にわたって食事を与えず、暴行を加えた。A家長男に車の前に飛び出す事はできないが高いところから飛び降りることなら出来ると言わせたXらは、同年6月上旬、観光旅行を装って沖縄県にA家長男を連れ出した。6月30日、沖縄県国頭郡のロッジにてA家長男と「死別の挨拶」を交わした。翌7月1日、A家長男のネックレスなどを遺品分けとして譲り受けた上で、Hを撮影者役として記念撮影を装ってA家長男に背を向ける形でKらが並んで立つ事でA家長男を飛び降りさせて死亡させた。これにより生命保険金合計5000万円を騙し取った。また、被害者が名義上所有していたXの自宅マンションの残りローン約3000万円も完済された。
この事件では、X、H（被害者の戸籍上の妻）、I、M、J、K、Cの弟、Nら8名が共謀してA家長男に自殺を強要して殺害し、A家長男にかけられていた保険金を詐取したとして、死亡しているXとC家次男を除く6人が殺人と保険金詐欺で逮捕、同罪で起訴されている。X、C家次男の2名（いずれも死亡）は、同容疑で書類送検された。
- 同月ごろ、A次男の東京の潜伏先にXらが現れ、連れ戻される[88]

- 2006年初め、Aの次男の紹介でLがXらとの共同生活を始める[88]

- 2006年12月、逃亡していたD長女は友人と運転免許の更新に行き、更新センターに現れたK・Nらに連れ戻される。現場にいた友人はすぐに警察に相談するが警察はD長女の妹であるNがD長女の捜索願いを出していたことを挙げ、「捜索願を出せるのは家族だけ」「民事不介入」を理由に相手にしなかった。後日、D長女はKらと共に荷物を取りに友人らの元に現れたが、その時のD長女は友人らと目を合わせようともせず、人が変わったように淡々としていたという[89][42]。

- 2007年8月ごろ、C逃亡。以後、Xの元に戻ることはなかった[38][90]

- 2007年10月、A次男はCの弟と共にX宅から抜け出し東京での潜伏生活をはじめる[88]。

#### D連れ去り事件（起訴案件）
共に虐待を受けていた元夫の助けを借りて2003年8月に脱走に成功していたDは、その後、和歌山県のホテルで住み込み仲居の仕事をしていた。ところが車を購入するために住民票を移したことで、Xらに居場所を特定され、2007年12月、X、K、I、M、J、D家長女、N、Lはホテルの社員寮に押し入り、Dを脅迫した上でX宅に拉致した。
この事件では、X、H、I、M、J、K、L、Dの長女（被害者の長女）、N（被害者の次女）ら9人が、身体に危害を加える目的でDを尼崎に連れ去ったとして、既に死亡しているXとD家長女（被害者の長女）を除く7人を生命身体加害略取容疑で逮捕した。I、M、J、K、N（被害者の次女）が同罪で起訴され、Hは同幇助罪での起訴、そして、Lは「従属的な立場だった」として不起訴処分（起訴猶予）になっている。また、既に死亡しているX、D家長女（被害者の長女）ら2名が、加害目的略取容疑で書類送検された。

#### D傷害致死事件（起訴案件）
2008年3月、Xから「Dの態度が悪く腹が立つ」などと言われたKはDの頭を激しく振るなどの暴行を加えて急性硬膜下血腫の障害を負わせた。Dは意識を回復する事なく、この時負った障害に基づく遷延性意識障害に起因する肺炎で2009年6月22日に死亡した。
この事件では、X、K、L、D家長女（被害者の長女）、N（被害者の次女）の5名が共謀してDに暴行を加え死亡に至らせたとして、K、L、Nが傷害致死容疑で逮捕された。しかし、N、Lは「死に直結する暴行ではなかった」として不起訴処分になり、Kのみが同罪で起訴されている。また、既に死亡しているX、D家長女ら2名が同容疑で書類送検された。

#### D家長女死亡・死体遺棄事件（起訴案件）
2008年6月ごろ、D長女はLとともにXらからの虐待に耐えかねて沖縄県まで逃げるが、2008年7月ごろに発見されてX宅に連れ戻された。半袖シャツ姿にしたD長女とLは、逃走の制裁として、自宅マンションのベランダに設置していた物置に監視カメラをつけた上で閉じ込められた。Lは忠誠を誓って許されX宅で普通に暮らすことを許されたが、D長女に対する監禁は継続され、D長女は暴行を加えられるなどして衰弱していった。2008年12月8日ごろ、D長女は低体温症により死亡した 。遺体はC家母の家の床下地中に遺棄され、2012年10月に逮捕者の供述に基づき、発見された。
この事件では、X、H、I、M、J、K、L（被害者の夫）、N（被害者の妹）の8名が共謀してD長女を殺害したとして、既に死亡しているXを除く7人が殺人と監禁容疑で逮捕され、同罪で起訴されている。また、Xは同容疑で書類送検された。

#### 女性G監禁・死亡（2008年11月）（起訴案件）
D長女が監禁されていたさなかの2008年11月5日ごろ、J・N夫婦の長女（Xの孫）にGが暴言を吐いた ことを知ったXは謹慎を命じた。その後無断で謹慎を破って外出した制裁として、同時期にD長女が監禁されていた物置にGは監禁され、11月10日に死亡した。遺体は、C家母の家の床下地中に遺棄され、2012年10月に逮捕者の供述に基づき、発見された。
この事件では、X、H、I、M、J、K、L、Nの8名が共謀してGを監禁し暴行を加え死亡させたとして、既に死亡しているXを除く7人が傷害致死と監禁容疑で逮捕された。しかし、監禁期間が1週間程と短期間だったことや、食事も与えられていたことに加えて、被害者には高血圧症や心臓肥大などの持病があり、「病死の可能性が高く、虐待行為で死期が早まったと言えない」などとして、逮捕者7名全員が傷害致死罪については嫌疑不十分として不起訴処分になり、監禁罪のみで起訴されている。また、既に死亡しているXが傷害致死と監禁容疑で書類送検された。
- 2009年夏、逃亡し東京に潜伏していたA次男はXらに居場所を突き止められ、尼崎に連れ戻される。この際、A次男とともに逃亡していたC弟も連れ戻す予定だったが、C弟の知人はC弟を庇って居場所を明かさなかったためXらは連れ戻すのを断念して尼崎に帰った[94]。

- 2010年2月、C弟ががんにより病死[95]

### E・F家乗っ取り事件（2009年4月～2011年11月）
2009年4月、Xが「娘の押すベビーカーが電車のドアに挟まった」と阪神電気鉄道にクレームをつけた。これに対応したのが、当時その会社（阪神電鉄）に勤めていたEだった。Eは上司と一緒に何度もXの自宅マンションに謝罪のために足を運んだ。Xは話し合いの場にKを同席させ、「この子は元ヤクザ。怒らせると何するかわからんで」と脅かす一方で、Eが話し合い中に一度も時計を見なかったことを褒めるなどして、徐々にEを取り込んでいった。やがて、Eは家族や将来の夢などプライベートな話をXにするようになり、妻や2人の娘とともに、家族ぐるみで付き合うようになった。
しかし、XはEの日頃から抱いていた喫茶店を開きたいという夢を聞き出すと、Eにその夢を実現させる為として執拗に退職を迫るようになった。Xらに会社にまで乗り込まれるなどされて、2010年4月にEは退職した。その後もXのE家への過剰な干渉は続き、E夫妻を頻繁に呼び出し、Eが退職前に妻としていた事前の約束を破って競馬をしていたことや、浮気話をEの妻から聞いたXは、二人に離婚を迫るようになった。そのことでE家夫婦家族やE妻の母Fが住んでいた尼崎市内の二世帯住宅にF家長女（Eの妻の姉）やEの親族らも集められ、家族会議が開かれた。Xが会議を取り仕切り、2010年11月に二人は離婚した。
離婚後もXの干渉は続き、EをXの自宅マンションに隣接するワンルームマンションに引っ越させ、離婚のことで近所に変な噂がたっていると理由づけて、二世帯住宅に住んでいたEの妻や子供達を転居させた。Xはその後再び親族らを集め、子供の養育問題について家族会議を開かせた。家族会議は連日行われ、徹夜で開かれることもあった。会議では些細なことでE元夫妻が吊し上げられ、時には飲食の制限などの虐待や、親族同士で暴力を振るわせることもあった。また、この会議では親族関係にないXやKも、Eらに暴力を振るうことがあったという。そうしているうちに、2011年当時小学6年生と小学4年生だった2人の娘はXに懐き、Xの自宅マンションで暮らすようになり、両親を敬遠するようになっていた。
2011年6月、東京の親類のところへ身を隠していたFが連れ戻された。EのワンルームマンションでE元夫妻、Fの長女、F、そしてEの次女ら5人で共同生活をさせ、子供の養育費の捻出や二世帯住宅の処分などについて話し合いをさせた。Eの長女だけはXに優遇され、Xの自宅マンションで起居した。

#### A家次男死亡・死体遺棄事件（2011年7月）（起訴案件）
このE・F家の乗っ取りのさなかの2011年7月25日、Xが財産目的で介入していた家族から預かっていた女児の胸をA家次男が触ったことに怒ったXはKらと共にA家次男に暴行を加えベランダの物置に監禁した。X、K、Lらがさらに暴行を加え7月27日にA家次男は死亡した。XらはA家次男の遺体を尼崎市内の倉庫に運び、ドラム缶に入れた上でセメントを流し込んで放置し、その後11月4日ごろに倉庫から運び出してドラム缶ごと岡山県備前市の海中に投棄して遺棄した。2012年10月に関係者らの証言に基づき、遺体が発見された。
この事件では、X、H、I、M、J、K、L、Nの8名が共謀してA家次男の死体を遺棄したとして、死体遺棄容疑で逮捕、同罪で起訴された。さらに、共謀してA家次男を殺害したとして、殺人と逮捕監禁容疑で、X、H、I、M、K、L、Nら7名の逮捕するが、Xはその後に自殺したため、被疑者死亡で不起訴処分になり、それ以外の6名が同罪で起訴されている（死体遺棄罪で起訴されたJは、死亡前後、岡山県に滞在していたため、死亡事件への関与は認められなかった）。なお、H、I、Mの3人は、裁判では殺人罪は成立せず傷害致死罪が成立すると認定された。

#### F家母死亡・死体遺棄事件（2011年9月11日）（起訴案件）
一方で、E・F家では睡眠・食事・トイレはXの許可が必要になり、それを守らなかったり、家族会議の発言内容次第で、他の親族やXらに暴力を振るわれた。やがて、虐待されている者同士で互いを監視するような状況になったという。そしてFに暴力や虐待が集中するようになり、Fは2011年9月11日に死亡する。遺体は、EとKでドラム缶にコンクリート詰めにされ、内縁の夫Iが借りていた貸倉庫に放置され、2011年11月に逮捕者の供述に基づき、遺体が発見された。
この事件では、X、E（被害者の次女の元夫）、F長女（被害者の長女）、Eの妻（被害者の次女）、Kら5名が共謀して死体を遺棄したとして死体遺棄容疑で逮捕、同罪で起訴されている。さらに、X、E、Eの妻、F家長女ら4名が共謀してFを殺害したとして殺人と監禁容疑で逮捕されたが、殺人を裏付ける十分な証拠がないとして殺人罪の適用は見送られ、傷害致死と監禁罪で起訴されている。

#### F長女逃走・Xらの逮捕
Fの死亡後は、F長女に暴力が集中するようになった。10月30日未明、F長女は車の中でXやEから何度も顔を殴られたり、タバコの火を押し付けられるなどの激しい暴力を受け、手足をテープで縛られ、ワンルームマンションに閉じ込められた。F長女は、寝入っている監視役のEの隙をうかがい、手足のテープを噛み切って2階の窓から飛び降りて逃走した。そして、大阪市内のホテルに数日間宿泊し、11月3日に大阪市内の交番に駆け込んだ。自身が受けた暴力や、Fが死亡したことを警察に話し、話に信憑性があると判断した大阪府警は兵庫県警に連絡した。
一方、F長女の逃走後、事件の発覚を恐れたXは、全ての罪をなすりつけるために、Eに遺書を書かせ、元妻と次女とともに、車で海に飛び込み自殺をさせようとしていた。11月4日夕刻、E元夫妻は自殺を決意し、次女と尼崎市内のスーパーの駐車場に止めた車の中にいた。並んで止めた車には、自殺を見届けるためにXとKがいた。そこへ、行方を捜していた兵庫県警が駆けつけ、間一髪のところで3人を保護した。そして、XとEは、Fの長女への傷害容疑で逮捕された。

## 一連の事件発覚・Xの自殺
11月7日、兵庫県警が尼崎市内の貸倉庫でFの遺体が入ったドラム缶を発見し、同月26日にFへの死体遺棄容疑で、翌2012年2月8日にFへの殺人と監禁の容疑でXらは再逮捕された。この報道を受けて、D夫が神戸地検尼崎支部に駆け込み、紹介された警察にこれまでの経緯を説明した。
2012年8月、偽名を使って尼崎市内に潜伏していたCを兵庫県警の捜査員が発見。Cの証言から、HとNがCとCの母の年金を無断で引き出したことによる窃盗容疑で逮捕された。この取り調べ中の9月、Hが一連の殺人・死体遺棄について自供し、NもHの自供内容を認めた。
Hの供述に基づき、10月、尼崎市のC母宅床下からD長女・Dの夫の兄・Gの遺体が、岡山県の海からA次男の遺体が、12月3日に高松市の農機具小屋でC母の遺体が、それぞれ発見された。12月5日、A次男への殺人・逮捕監禁容疑でXら7人は再逮捕された。

### Xの自殺
12月12日午前6時20分ごろ、Xが布団内で長袖Tシャツを首に巻きつけ、自殺を図っているのが兵庫県警本部の留置場で発見された。Xは病院に搬送されたが、死亡が確認された。
一連の事件が発覚した10月以降、弁護団や留置係の警察官らに「生きていても意味がない」「死にたい。どうすれば死ねるのか」などと自殺をほのめかす発言を複数回していたという。なお、Xの遺体を引き取る親族はおらず、2012年12月19日に神戸市によって火葬された。
2013年2月3日、D長女への殺人・監禁容疑でK、Iら7人を再逮捕。
3月6日、Gへの傷害致死、監禁容疑でK、Iら7人を再逮捕。
5月21日、A長男への殺人容疑でK、Iら6人を再逮捕。
6月26日、A長男の保険金詐欺容疑でH、Kら6人を再逮捕。
9月25日、Dへの傷害致死等の容疑でKら7人を再逮捕。

## 裁判

### F死亡・死体遺棄事件裁判
一審：裁判員裁判（初公判2013年9月25日～判決公判2013年10月31日）
2013年9月25日から2013年10月31日にかけての計13回にわたって、神戸地裁で、E元夫妻、Fの長女ら3名のFに対する傷害致死、監禁、死体遺棄罪などでの裁判員裁判の公判が開かれた。裁判では、被告人がXらから受けた暴力や虐待行為について、経緯や心情などが詳細に語られた。
弁護側は、事前に地裁が行った精神鑑定での「3被告人はXの影響で、善悪を判断する能力の喪失か著しい減退が認められる」とする結果を基に、3被告人は心神喪失状態だったなどとして無罪を主張。一方、検察側は、首謀者はXで、3被告人は従属的な立場だったが、自主的に判断して行動することもあるなど、心神喪失状態までは至っていなかった、などとして、Eに懲役5年、Eの元妻とFの長女に懲役4年を求刑した。
判決で、神戸地裁（細井正弘裁判長）は「首謀者はXである」と認定し、3被告人に被害者の一面があると指摘。だが、3被告人が当時心神喪失状態だったとする弁護側の主張は退けられた。そのうえで、それぞれに受けた暴力、虐待の程度や、Xに支配されるに至った経緯、Fの長女の自首などが考慮され、Eに懲役3年6月、Eの元妻に懲役2年執行猶予3年、Fの長女に懲役3年執行猶予4年の有罪判決を言い渡された。3被告人とも判決を不服として控訴した。
控訴審（初公判2014年7月2日～判決公判2014年10月3日）
2014年7月2日、同裁判の控訴審が大阪高裁で開かれ、一審と同様に、弁護側は犯行当時3被告人はXに支配され心神喪失状態であったとして、無罪を主張し、裁判は即日結審した。10月3日の判決公判で、大阪高裁（横田信之裁判長）は、3被告人ともに弁護側の無罪主張を退け、Fの長女とEの元妻の控訴を棄却したが、Eについては、「3被告人に主従関係はなく、目に見えて重い責任があるとは認められない」などとして一審の実刑判決を破棄し、懲役3年執行猶予5年に減軽する自判判決を宣告した。Eは上告せず二審判決が確定。Fの長女とEの元妻が判決を不服として上告した。
上告審（2015年10月13日付決定）
2015年10月13日付で、最高裁第三小法廷（岡部喜代子裁判長）はFの長女とEの元妻ら2名の上告を棄却する決定を行い、これにより2名の一審判決が確定した。

### J被告人裁判
一審：裁判員裁判　初公判2014年11月19日～判決公判2015年3月18日
2014年11月19日にJの裁判員裁判の初公判が神戸地裁で開かれ、Jは1件の死体遺棄罪だけを認め、2件の殺人罪などその他の罪については否認した。裁判員在任期間は132日間に及んだ。
2015年3月18日、神戸地裁（増田耕児裁判長）は全ての事件で有罪と認定し、懲役25年の求刑に対して懲役17年の判決を言い渡した。検察側と弁護側共に控訴せず一審判決で確定した。

### L被告人裁判
一審：裁判員裁判（初公判2015年1月29日～判決公判2015年3月19日）
2015年1月29日にL被告人の裁判員裁判の初公判が神戸地裁で開かれ、LはA家次男死亡・死体遺棄事件の起訴内容は認めたが、D家長女死亡・死体遺棄事件とG死亡・死体遺棄事件は「共謀はしておらず、幇助にとどまる」などとして否認した。
2015年3月19日、神戸地裁（佐茂剛裁判長）は全ての事件で有罪として認定し、懲役20年の求刑に対して懲役15年の判決を言い渡した。検察側と弁護側共に控訴せず一審判決で確定した。

### H・I・M被告人裁判
一審：裁判員裁判（初公判2015年5月13日～判決公判2015年9月16日）
2015年5月13日、H・I・Mの裁判員裁判の初公判が神戸地裁で開かれ、3名とも起訴された罪のいくつかは認めたが、3件の殺人罪についてはいずれも否認した。
2015年9月16日、神戸地裁（増田耕児裁判長）は3被告人ともA家次男死亡・死体遺棄事件の殺人罪については「数日で死亡する危険性の認識があったとはいえない」などとして傷害致死罪を適用したが、その他の罪については全て有罪と認定し、3被告人ともに懲役30年の求刑に対して、懲役21年の判決を言い渡した。裁判員在任期間は過去最長の140日間に及んだ。Hは控訴せず懲役21年が確定。I、Mの2名が判決を不服として控訴したが、後にMは自ら控訴を取り下げ懲役21年が確定。
2018年6月20日、最高裁第一小法廷（小池裕裁判長）がIの上告を棄却する決定を出したため、懲役21年が確定。

### K被告人裁判
一審：裁判員裁判（初公判2015年8月19日～判決公判2015年11月13日）
2015年5月13日、Kの裁判員裁判の初公判が神戸地裁で開かれ、Kは起訴された罪のいくつかは認めたが、3件の殺人や1件の傷害致死罪など大半について起訴内容を否認した。
2015年11月13日に開かれた判決公判で、神戸地裁（平島正道裁判長）は「元被告人に匹敵するほどの重要な役割を積極的に果たした」などとして、求刑通り無期懲役の判決を言い渡した。Kは判決を不服として控訴した。2017年3月17日、大阪高裁（笹野明義裁判長）は控訴を棄却し無期懲役判決を維持した。Kは上告したが、2018年3月6日付で最高裁第二小法廷（鬼丸かおる裁判長）が上告棄却の決定を出したため、一審・二審の無期懲役判決が確定した。

### N被告人裁判
一審：裁判員裁判（初公判2015年10月14日～判決公判2016年2月）
2015年10月14日、Nの裁判員裁判の初公判が神戸地裁で開かれ、Nは3件の殺人罪など大半について起訴内容を否認した。2016年2月12日に開かれた判決公判で、「元被告人に積極的に同調し、不可欠な役割を果たした」として求刑懲役30年に対して懲役23年判決が言い渡された。控訴せず確定。

## 警察対応問題
この一連の事件では、特に前述の3件の家族乗っ取り事件で、被害者やその親族、近隣住民など、合計約50件にものぼる警察への通報や相談があったが、その多くは、身内同士の金銭トラブルや暴行などの事案ということで、事件性がない、などとして適切な対応がとられることはなかった。
一連の事件発覚後にその点が問題視され、香川県警と兵庫県警が当時の警察対応について検証し、不適切なところもあったことを認め、関係者に謝罪している。

## 写真取り違え報道問題
一連の事件発覚後の2012年10月下旬、Xとする顔写真が複数のテレビや新聞雑誌などで報道されたが、後に別人だと判明し、謝罪や訂正が行われた。
その後、2012年11月7日に兵庫県警がXの顔写真を報道各社に公開したが、その際の説明では「顔写真の公開によって、新たな被害申告や情報提供につながる可能性がある。今回は例外的なケース」「間違って報じられた方への名誉の回復にもなると考えた」と、誤報道問題を写真公開した理由の一つに挙げている。
また、TBSではD家次女Nとして事件と無関係の別人の顔写真を一時期報道していたことがあり、謝罪している。

### 刑事裁判の判決文

#### H・I・Mに対する一審判決
- 神戸地方裁判所第2刑事部判決 平成27年9月16日 裁判所ウェブサイト掲載判例、平成24年（わ）第887号、第888号、第985号、第986号、平成25年（わ）第118号、第119号、第207号、第210号、第440号、第441号、第571号、第572号、第829号、第830号、『被告人Hに対する逮捕監禁、殺人、死体遺棄、監禁、詐欺、生命身体加害略取幇助、被告人I及び被告人Mに対する逮捕監禁、殺人、死体遺棄、監禁、詐欺、生命身体加害略取各被告事件』。
- 裁判官：増田耕兒（裁判長）・森幸督・内山裕史
- 判決内容：被告人H・I・Mをいずれも懲役21年（求刑：いずれも懲役30年）。未決勾留日数中、I・Mに対しては640日、Hに対しては260日を算入。

#### Nに対する一審判決
- 神戸地方裁判所第4刑事部判決 平成28年2月12日 裁判所ウェブサイト掲載判例、平成24年（わ）第887号、第987号、平成25年（わ）第116号、第208号、第443号、第574号、第828号、『死体遺棄、逮捕監禁、殺人、監禁、詐欺、生命身体加害略取被告事件』。
- 裁判官：佐茂剛（裁判長）・空閑直樹・若林貴子
- 判決内容：被告人Nを懲役23年（求刑：懲役30年）。未決勾留日数中250日を算入。

#### Kに対する一審判決
- 神戸地方裁判所第1刑事部判決 平成27年11月13日 裁判所ウェブサイト掲載判例、平成24年（わ）第887号、第986号、平成25年（わ）第120号、第211号、第439号、第573号、第827号、『死体遺棄、逮捕監禁、殺人、監禁、詐欺、生命身体加害略取、傷害致死被告事件』。
- 裁判官：平島正道（裁判長）・畑口泰成・熊野祐介
- 判決内容：被告人Kを無期懲役（求刑：同）。未決勾留日数中90日を算入。

#### Kに対する控訴審判決
- 大阪高等裁判所第6刑事部判決 平成29年3月17日 裁判所ウェブサイト掲載判例、平成27年（う）第1351号、『死体遺棄、逮捕監禁、殺人、監禁、詐欺、生命身体加害略取、傷害致死被告事件』。
- 裁判官：笹野明義（裁判長）・石川恭司・田中健司
- 判決内容：被告人Kの控訴を棄却（無期懲役判決支持）。当審（控訴審）における未決勾留日数中360日を原判決（第一審判決）の刑に算入。

## 関連書籍
- 小野, 一行『家族喰い 尼崎連続変死事件の真相』太田出版、2013年。
- 一橋, 文哉『モンスター 尼崎連続殺人事件の真実』講談社、2015年。